# Bucchero
A bucchero a speciális eljárással feketére égetett kerámiák összefoglaló elnevezése. Különösen nagy jelentősége volt az etruszk művészetben, akik legkeresettebb vázáikat ezzel a technikával készítették, és gyakran bekarcolt vagy domborműves ábrázolásokkal díszítették. A bucchero technika létezett az ókori Kelet népeinél is, sőt, Magyarország területének kora vaskori kultúrájában is. A 20. századi nádudvari fazekasok is lényegében ezt az eljárást alkalmazzák.

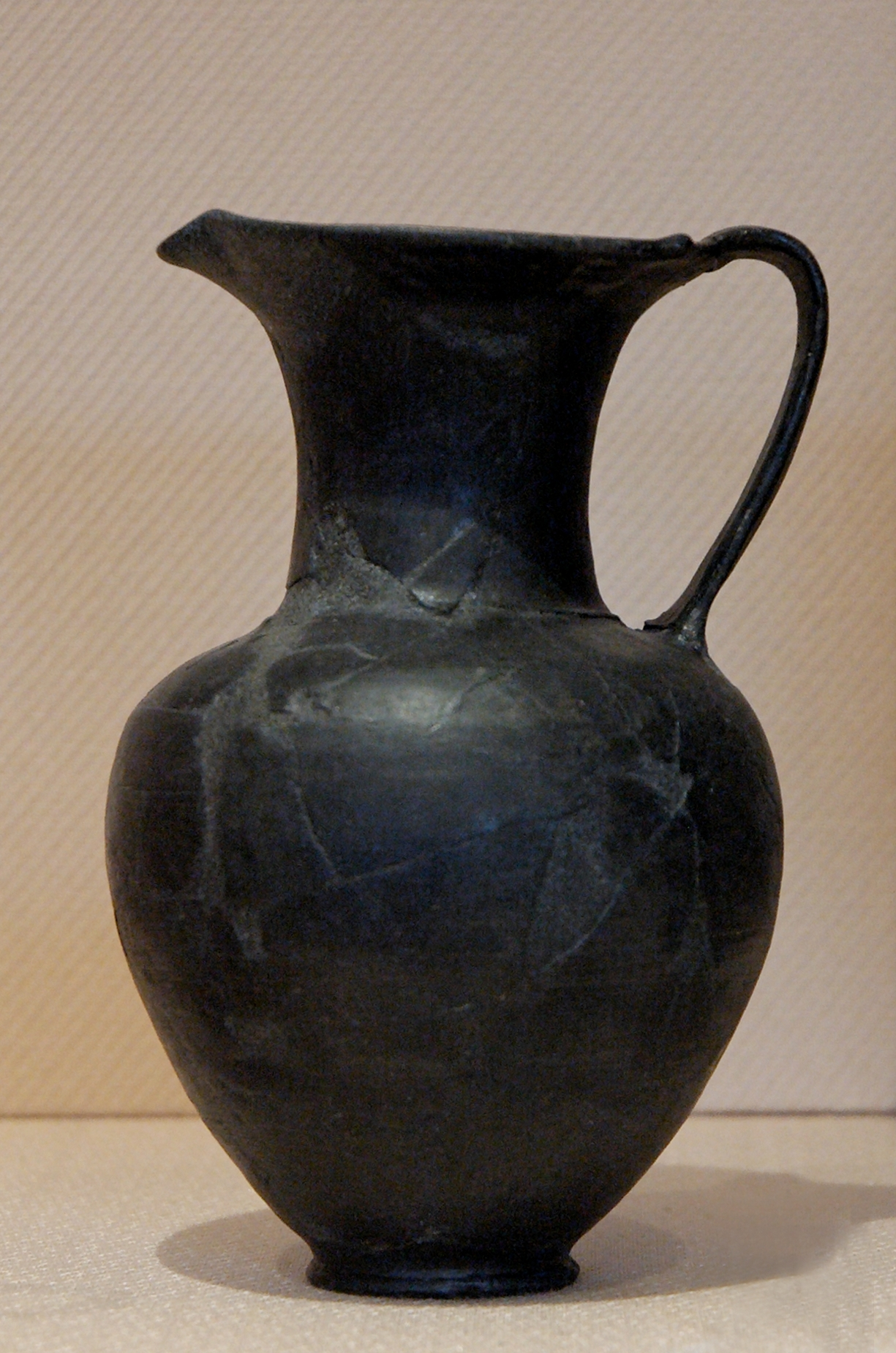
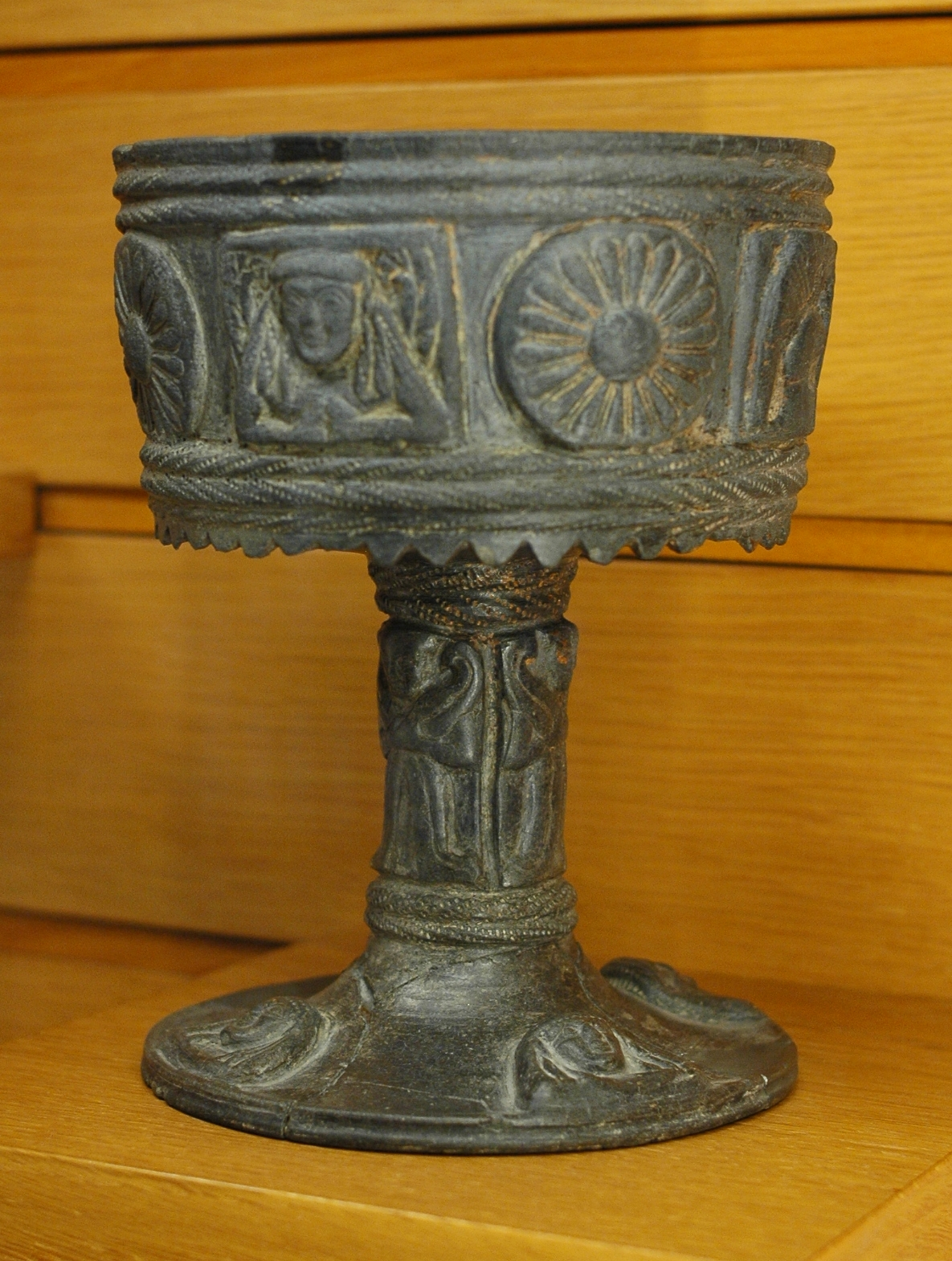
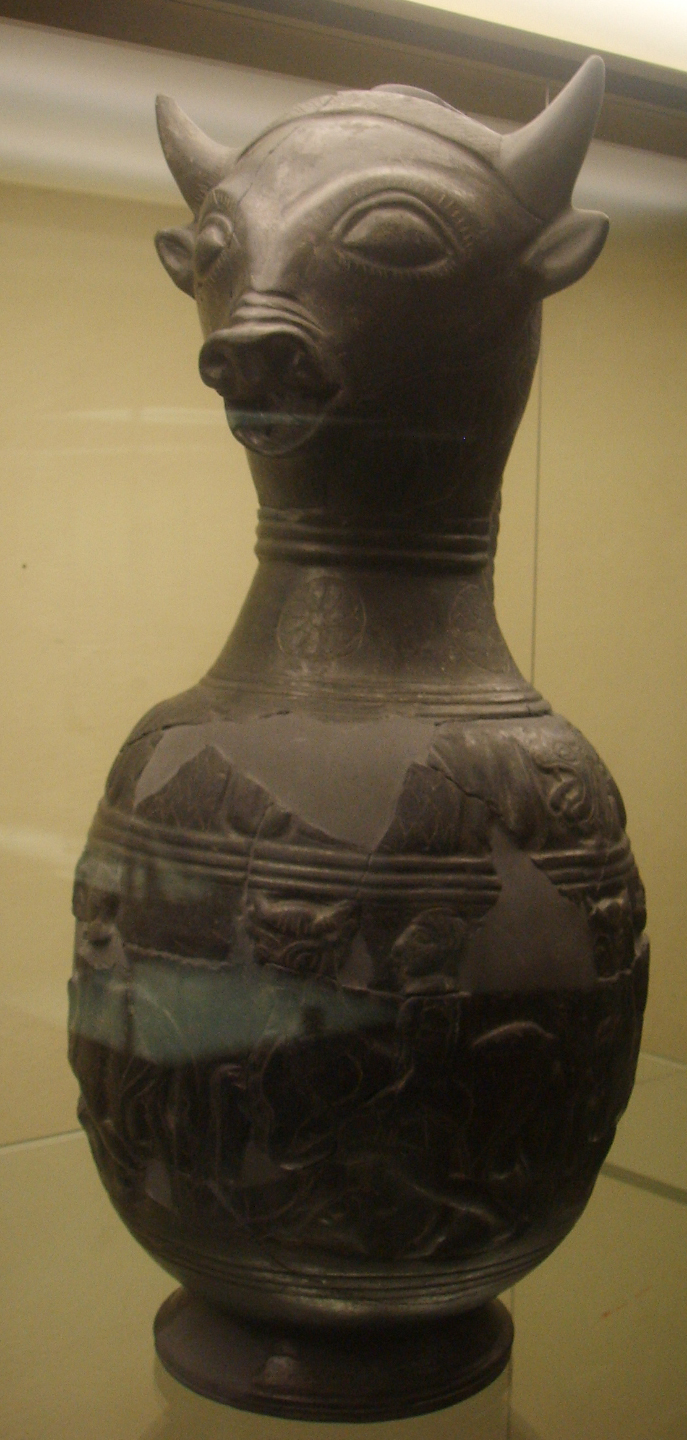